# Apidium
Apidium is een geslacht van uitgestorven primaten. Het geslacht bevat drie soorten, die allemaal in het Eoceen voorkwamen. Fossielen van Apidium worden vaak gevonden in El-Fajoem, Egypte.

## Beschrijving
Leden van Apidium leefden in een tropisch klimaat en hielden zich vooral op in de toppen van hoge bomen. De soort was diurnaal en at vooral vruchten.
Net zoals moderne mensapen was het mannetje groter dan de vrouwtjes. Mannetjes hadden grote hoektanden.

## Taxonomie
- Apidium
  - Apidium bowni
  - Apidium moustafai
  - Apidium phiomense

## Trivia
- Apidium komt voor in aflevering twee van Walking with Beasts, waar het een in het mangrovebos levend dier is. Het zou een prooi zijn voor haaien, krokodillen en soms een Basilosaurus.